# روح‌الله داداشی
روح‌الله داداشی (۴ بهمن ۱۳۶۰ – ۲۷ تیر ۱۳۹۰) ورزشکار رشته بدن‌سازی و پرورش اندام اهل ایران بود. وی همچنین یک دوره قهرمانی مسابقات بین‌المللی مردان آهنین که در جزیره قشم برگزار شد را نیز در کارنامه خود داشت. او در پی یک درگیری خیابانی در غرب کرج به ضرب چاقو توسط علیرضا ملاسلطانی کشته شد.

## زندگی
او از والدینی اهل میانه در کرج به دنیا آمد. او دهمین فرزند خانواده و کوچک‌ترین پسر خانواده در میان ۷ برادر و ۴ خواهر بود که در حصارک کرج زندگی می‌کردند. در دوران نوجوانی تابستان‌ها دست فروشی می‌کرد. او فعالیت ورزشی خود را با رشته کشتی شروع کرد و دو سال به آن پرداخت، امّا بعد به پرورش اندام روی آورد. او در این رشته بسیار موفق بود و بعد از یکسال به مقام قهرمانی کرج دست یافت. روح‌الله تحصیلات خود را تا دیپلم ادامه داد.
روح‌الله داداشی در مصاحبه‌ای که در هشتم اردیبهشت ۱۳۸۹ در مصاحبه با روزنامه جام جم انجام داد اعلام کرد که دوست دارد کمربند قهرمانی خود را به محمود احمدی‌نژاد، پیروز انتخابات ریاست جمهوری دهم اهدا کند، چون حمایت زیادی از ورزشکاران دارد.

## افتخارات
در رشته پرورش اندام:
- هفت دوره قهرمان کرج
- دو دوره قهرمان تهران
- دو دوره قهرمان ایران

در قویترین مردان:
- یک دوره چهارم ایران
- دو دوره سوم ایران
- یک دوره قهرمانی کشور

## نزاع و قتل
روایت‌ها از چگونگی قتل او متفاوت است. مجید فرجی خبرنگار کرجی که در زمان قتل در کنار داداشی حضور داشته‌است، مدعی است این قتل نقشه‌ای از قبل طراحی شده بوده‌است ولی فرمانده نیروی انتظامی کرج این ادعا را رد می‌کند. در ادعایی دیگر، مربی داداشی پیاده شدن وی از ماشین را رد کرد و عقیده دارد ضاربان در حالتی که او در ماشین نشسته بوده‌است او را مضروب کرده‌اند و نیز ادعا کرد قاتل به او گفته‌است که داداشی در جواب فحاشی‌های آنان تنها آن‌ها را به آرامش دعوت می‌کرده‌است.
طبق روایتی دیگر در جریان یک تصادف جزئی بین خودروها، فحاشی ضاربان سبب عصبانیت داداشی شده و او به تعقیب ضاربان می‌پردازد که منجر به استفاده از چاقو توسط قاتل می‌شود. متهم می‌گوید در جریان درگیری بارها از او خواستم مرا رها کند اما او همچنان کتکم می‌زد. همچنین متهم در جریان اظهارات خود در دادگاه گفت که در جریان درگیری برای ترساندن داداشی و همراهش اقدام به استفاده از چاقو کرده‌است، که ابتدا دو ضربه به دستان داداشی زده و ضربه آخرش به گردن او اصابت می‌کند. بنا به گزارش آینده داداشی و خبرنگار همراهش در حال بازگشت از جلسه انتخاباتی فاطمه آجرلو بوده‌اند و خبرنگار پس از مضروب شدن داداشی از آن محل می‌گریزد و جریان توسط سایر شاهدان به اطلاع پلیس می‌رسد. علی داداشی با رد این صحبت‌ها گفت برادرم در جشن نیمه شعبان شرکت کرده بود و از آنجا بازمی‌گشت.

### مراسم خاکسپاری
علاوه بر مجلس ترحیمی که از سوی خانواده او برگزار شد، مردم شهرهای دیگر و نهادهای مختلف نیز پرسه‌های جداگانه‌ای برگزار کردند. از آن جمله مراسم باشگاه راه‌آهن با حضور علی دایی و پرسه در اهواز و میانه بود.

### محاکمه ضاربین و اعدام قاتل

محل اجرای حکم اعدام قاتل روح‌الله داداشی از نمای نزدیک، محیط پیرامون سکوی آجری که در تصویر مشاهده می‌شود محل نصب داربستهایی بود که طناب دار به آن بسته و از آن آویزان شده بود.

جلسه اوّل رسیدگی به اتهامات متهم ردیف اوّل در تاریخ ۱۵ مرداد ۱۳۹۰ با حضور پنج قاضی در کرج برگزار شد. متهم ادعا کرد که قصد کشتن روح‌الله را نداشته و اصلاً او را نمی‌شناخته‌است. او همچنین تقاضای عفو نکرد. در این جلسه فرد دیگری به نام داریوش اصلانی که ساعاتی پیش از وقوع جنایت از سوی متهم مورد ضرب و شتم و زورگیری قرار گرفته بود به ایراد شکایت پرداخت. متهم ردیف اوّل این پرونده در دادگاه محاکمه و به اعدام محکوم شد. متهم ردیف دوم در دادگاه عمومی و جزایی کرج به جرم شرکت در نزاع منجر به قتل به سه سال حبس و و تحمل ۸۰ ضربه شلاق و متهم ردیف سوم به اتهام مصرف مشروبات الکلی به ۸۰ ضربه شلاق محکوم شدند.
سرانجام حکم علیرضا ملاسلطانی، متهم ردیف اول پرونده در ساعت ۵:۱۹ بامداد روز ۳۰ شهریور ۱۳۹۰ در خیابان پونه گلشهر کرج، محل رخ دادن جنایت در حالی اجرا شد که او در هنگام اعدام ۱۷ سال داشت و سازمان عفو بین‌الملل خواستار لغو حکم او شده بود. برادر ملاسلطانی می‌گوید که لحظاتی قبل از اجرای حکم اعدام، برادر داداشی به مادر متهم، که از او تقاضای عفو داشته‌است، سیلی زده‌است. جمعیتی در حدود ۱۵ هزار نفر برای مشاهده اعدام گرد آمده بودند. علی داداشی در یک مصاحبه توضیح داد که این که من به مادر متهم سیلی زدم شایعه‌ای بیش نبود من هرگز خانواده قاتل را از نزدیک ندیدم فقط چند بار خود قاتل را از فاصله دو متری دیدم اگر می‌خواستم سیلی بزنم به خودش می‌زدم نه مادرش.

### واکنش‌ها به اعدام قاتل
از آنجایی که قاتل کمتر از ۱۸ سال سن داشت، اعدام او واکنش‌های مختلفی را از سوی نهادهای بین‌المللی برانگیخت. کاترین اشتون، نماینده عالی اتحادیه اروپا در امور خارجه، نسبت به اعدام قاتل در زیر سن قانونی، رعایت نکردن کنوانسیون حقوق کودک توسط ایران و همچنان تعداد زیاد اعدام‌ها در ایران اعتراض کرد. وزارت امور خارجه انگلیس این اعدام را شنیع توصیف کرد. بان کی مون، رئیس سازمان ملل، در دیدار با احمدی‌نژاد در نیویورک در مورد اعدام علیرضا ملاسلطانی اظهار تاسف کرد و خواستار توجه ایران به حقوق بنیادی شهروندی و سیاسی افراد شد. علی داداشی، برادر روح‌الله داداشی، این واکنش‌ها را به دلیل سیاسی شدن پرونده قتل برادرش دانست و آن‌ها را محکوم کرد. او این مجازات را نه تنها خواسته خانواده بلکه خواسته همه مردم خواند و انجام آن را برای افزایش امنیت جامعه ضروری دانست.